# Drama (sèrie de televisió)
Drama és una sèrie de televisió catalana produïda per Radiotelevisió Espanyola i El Terrat i estrenada a la plataforma Playz el febrer del 2020. Enregistrada en català i espanyol, és una comèdia de sis episodis protagonitzada per Elisabet Casanovas, Artur Busquets i Júlia Bonjoch, i pensada per al públic jove. Es va emetre a TV3 a partir del juny del mateix any.

## Argument
L'Àfrica viu en un pis compartit, no troba feina estable i descobreix que està embarassada, però no sap de qui. La sèrie explora què ha passat realment i com l'Àfrica prova de solucionar el problema que li ha sobrevingut.

## Repartiment
- Elisabet Casanovas com a Àfrica
- Artur Busquets com a Jordi
- Júlia Bonjoch com a Scarlett
- Àlex Maruny com a Sergi
- Carla Linares com a Núria
- Eduard Buch com a Gorka
- Ignatius Farray com a Gregorio

## Episodis
| Núm. ep. | Títol       | Direcció        | Data d'estrena       | Data d'estrena TV3   | Audiència TV3   |
| -------- | ----------- | --------------- | -------------------- | -------------------- | --------------- |
| 1        | Yuri        | Ginesta Guindal | 4 de febrer de 2020  | 29 de juny de 2020   | 322.000 (13,2%) |
| 2        | Quim        | Ginesta Guindal | 4 de febrer de 2020  | 29 de juny de 2020   | 261.000 (10,5%) |
| 3        | El Senyor X | Ginesta Guindal | 4 de febrer de 2020  | 6 de juliol de 2020  | 306.000 (13,3%) |
| 4        | Eric        | Ginesta Guindal | 11 de febrer de 2020 | 6 de juliol de 2020  | 232.000 (10,1%) |
| 5        | Gorka       | Ginesta Guindal | 18 de febrer de 2020 | 13 de juliol de 2020 | 305.000 (13,0%) |
| 6        | Bárbara     | Ginesta Guindal | 25 de febrer de 2020 | 13 de juliol de 2020 | 226.000 (10,3%) |

## Recepció
Joan Burdeus, a Núvol, definí Drama com «un collage de totes les dramèdies millenials que fa quinze anys que veiem a la televisió anglosaxona recombinades i llençades a la Barcelona d'ara» i la comparà especialment amb Girls. Afegia que «és una sèrie fantàstica perquè els que l'han escrit han fet el que els ha donat la santa gana». Mònica Planas també lloà la sèrie a l'Ara: «els conflictes estan ben tramats, els diàlegs semblen espontanis, han fugit dels estereotips, és moderna, no hi ha pretensions moralistes, connecta bé amb la generació millennial, que és per a qui està pensada, i sap crear relacions especials entre els personatges».
L'abundància de diàlegs en castellà no fou ben rebuda per part del públic durant l'emissió a TV3, i es va criticar que la televisió pública negligís en la tasca de normalització del català. Diversos sociolingüistes van alertar del perill que la decisió de TV3 d'emetre una sèrie bilingüe comportava per a la salut del català.